# 맥스 (잡지)
맥스(Max)는 오스트레일리아 뿐만 아니라 이탈리아, 프랑스, 독일, 그리스, 스페인을 포함한 여러 유럽 국가에서 발행되는 남성 잡지이다. 프랑스에서는 1989년부터 2006년까지 맥스가 발행되었다.